# Felisberto Gomes Caldeira
Felisberto Gomes Caldeira Brant (Serro, 1786 — Salvador, 25 de outubro de 1824) foi um militar brasileiro, herói da Independência da Bahia.

## Biografia
Felisberto Gomes Caldeira nasceu em 1786, na antiga Comarca do Serro Frio, em Minas Gerais. Era filho de João Gomes da Silva e Thereza Joaquina Felisberta Caldeira, e casou-se com D. Maria de Paula de Andrade.
Ingressou na carreira militar aos 16 anos, como cadete no Regimento de Cavalaria de sua província. Em 1816, foi promovido a major do Estado-Maior e, no ano seguinte, alcançou a graduação de tenente-coronel.
Comandante do Exército Pacificador de Cachoeira e Governador das Armas da Bahia, combateu na Guerra da independência do Brasil ao lado da aristocracia e do povo baiano, e de pessoas como Maria Quitéria, o major Antônio Maria da Silva Torres e o Visconde de Pirajá. Felisberto Gomes comandou a coluna da esquerda do Exército Pacificador, liderando cerca de seiscentos homens provenientes dos Batalhões da Torre.
Esteve detido por ordem de Pedro Labatut no Forte de São Lourenço na ilha de Itaparica.
Foi assassinado por soldados rebelados, na sua residência, o palacete Berquó em Salvador, quando, ao enviar o Batalhão dos Periquitos para conter a Confederação do Equador, afastou o Major José Antônio da Silva Castro, republicano, simpatizante com a revolução e comandante do dito batalhão.
O coronel Felisberto Gomes Caldeira era primo do Marquês de Barbacena.
Fonte: AMARAL, Braz do. História da Bahia, do Imperio à República / Braz do Amaral. - Bahia : Imprensa Official do Estado, 1923. XVIII, 379 p
1. ↑  «Brig Felisberto Gomes Caldeira»